# Liste der am 2. Januar 2016 in Saudi-Arabien Exekutierten
Die Liste der 47 von Saudi-Arabien Exekutierten umfasst die Namen jener Personen, die am 2. Januar 2016 in Saudi-Arabien hingerichtet wurden. Da sich unter den Hingerichteten auch der schiitische Geistliche Nimr Bāqir al-Nimr befand, wurden die iranisch-saudi-arabischen Beziehungen massiv belastet. 
Noch am selben Tag wurde die saudische Botschaft in Teheran von einer aufgebrachten Menge gestürmt und teilweise in Brand gesetzt. Der Oberste Führer Irans, Ali Chamene’i, drohte der saudi-arabischen Führung für „das zu Unrecht vergossene Blut dieses Märtyrers sehr bald“ mit Konsequenzen und „der Rache Gottes“. In der Folge brach Saudi-Arabien am 3. Januar 2016 seine diplomatischen Beziehungen zum Iran ab. Alle iranischen Diplomaten wurden aufgefordert, das Land binnen 48 Stunden zu verlassen. Die Vereinigten Arabischen Emirate zogen Teile ihrer diplomatischen Vertretung im Iran – insbesondere ihren Botschafter – ab. Am 4. Januar folgten Bahrain und der Sudan diesem Schritt. 
Massive Kritik an der Massenhinrichtung, der größten in Saudi-Arabien seit 1979, wurde auch von westlichen Regierungen und Nichtregierungsorganisationen geäußert. Die Massenhinrichtung vom 2. Januar 2016 war der Auftakt zu einer Serie weiterer Exekutionen, bis Ende März wurden zumindest 23 weitere Menschen hingerichtet. In den Todeszellen sitzen seit dem Vorjahr auch drei Teenager – Ali al-Nimr, Dawood al-Marhoon and Abdullah al-Zaher – und es ist nicht bekannt, ob sie bereits hingerichtet wurden. Ali al-Nimr ist der Neffe von Nimr al-Nimr, der Anfang des Jahres exekutiert wurde.
Die Liste wurde von der Saudi Press Agency veröffentlicht.

## Die Hingerichteten
| 1. Ameen Mohammed Abdullah Al Aqala (arabisch أمين محمد عبدالله ال عقالا Amīn Muḥammad ʿAbdullāh Āl ʿAqālā) 2. Anwar Abdulrahman Khalil Al-Najjar (arabisch أنور عبدالرحمن خليل النجار Anwār ʿAbd ar-Raḥmān Chalīl an-Naddschār) 3. Badr bin Mohammed bin Abdullah Al-Badr (arabisch بدر بن محمد بن عبدالله البدر Badr bin Muḥammad bin Abdullāh al-Badr) 4. Bandar Mohammed bin Abdulrahman Al-Ghaith (arabisch بندر محمد بن عبدالرحمن الغيث Bandar Muḥammad bin Abd ar-Raḥmān al-Ghaith) 5. Hassan Hadi bin Shuja'a Al-Masareer (arabisch حسن هادي بن شجاع المصارير Ḥasan Hādī bin Schudschāʿ al-Maṣārīr) 6. Hamad bin Abdullah bin Ibrahim Al-Humaidi (arabisch حمد بن عبدالله بن إبراهيم الحميدي Ḥamad bin ʿAbdullāh bin Ibrahīm al-Ḥumaidi) 7. Khalid Mohammed Ibrahim Al-Jarallah (arabisch خالد محمد إبراهيم الجار الله Chālid Muḥammad Ibrahīm al-Dschār Allāh) 8. Ridha Abdulrahman Khalil Al-Najjar (arabisch رضا عبدالرحمن خليل النجار Riḍā ʿAbd ar-Raḥmān Chalīl an-Naddschār) 9. Saad Salamah Hameer (arabisch سعد سلامة حمير Saʿd Salāma Ḥamīr) 10. Salah bin Saeed bin Abdulraheem Al-Najjar (arabisch صلاح بن سعيد بن عبدالرحيم النجار Ṣalāḥ bin Saʿīd bin ʿAbd ar-Raḥīm an-Naddschār) 11. Salah bin Abdulrahman bin Mohammed Al Hussain (arabisch صلاح بن عبدالرحمن بن محمد آل حسين Ṣalāḥ bin ʿAbd ar-Raḥmān bin Muḥammad Āl Ḥusain) 12. Saleh bin Abdulrahman bin Ibrahim Al-Shamsan (arabisch صالح بن عبدالرحمن بن إبراهيم الشمسان Ṣalāḥ bin ʿAbd ar-Raḥmān bin Ibrahīm asch-Schamsān) 13. Saleh bin Ali bin Saleh Al-Juma'ah (arabisch صالح بن علي بن صالح الجمعة Ṣāliḥ bin ʿAlī bin Ṣāliḥ al-Dschumʿa) 14. Adel bin Saad bin Jaza' Al-Dhubaiti (arabisch عادل بن سعد بن جزاء الضبيطي ʿĀdil bin Saʿd bin Dschazaʾ aḍ-Ḍubaiṭī) 15. Adel Mohammed Salem Abdullah Yamani (arabisch عادل محمد سالم عبدالله يماني ʿĀdil Muḥammad Sālim ʿAbdullāh Yamānī) 16. Abduljabbar bin Homood bin Abdulaziz Al-Tuwaijri (arabisch عبدالجبار بن حمود بن عبدالعزيز التويجري ʿAbd al-Dschabbār bin Ḥumūd bin ʿAbd al-ʿAzīz at-Tuwaidschirī) 17. Abdulrahman Dhakheel Faleh Al-Faleh (arabisch عبدالرحمن دخيل فالح الفالح ʿAbd ar-Raḥmān Dachīl Fāliḥ al-Fāliḥ) 18. Abdullah Sayer Moawadh Massad Al-Mohammadi (arabisch عبدالله ساير معوض مسعد المحمدي ʿAbdullāh Sāyir Muʿawwaḍ Musʿad al-Muḥammadī) 19. Abdullah bin Saad bin Mozher Shareef (arabisch عبدالله بن سعد بن مزهر شريف ʿAbdullāh bin Saʿd bin Muzhar Scharīf) 20. Abdullah Saleh Abdulaziz Al-Ansari (arabisch عبدالله صالح عبدالعزيز الأنصاري ʿAbdullāh Ṣāliḥ ʿAbd al-ʿAzīz al-Anṣārī) 21. Abdullah Abdulaziz Ahmed Al-Muqrin (arabisch عبدالله عبدالعزيز أحمد المقرن ʿAbdullāh ʿAbd al-ʿAzīz Aḥmad al-Muqrin) 22. Abdullah Musalem Hameed Al-Raheef (arabisch عبدالله مسلم حميد الرهيف ʿAbdullāh Muslim Ḥamīd ar-Rahīf) 23. Abdullah bin Mua'ala bin A'li (arabisch عبدالله بن معلا بن عالي ʿAbdullāh bin Muʿallā ʿĀlī) 24. Abdulaziz Rasheed bin Hamdan Al-Toaili'e (arabisch عبدالعزيز رشيد بن حمدان الطويلعي ʿAbd al-ʿAzīz Raschīd bin Ḥamdān aṭ-Ṭuwailiʿī) 25. Abdulmohsen Hamad bin Abdullah Al-Yahya (arabisch عبدالمحسن حمد بن عبدالله اليحيى ʿAbd al-Muḥsin Ḥamad bin ʿAbdullāh al-Yaḥyā) 26. Isam Khalaf Mohammed Al-Mothri'e (arabisch عصام خلف محمد المذرع ʿIṣām Ḫalaf Muḥammad al-Mudhriʿ) 27. Ali Saeed Abdullah Al Ribeh (arabisch علي سعيد عبدالله آل ربح ʿAlī Saʿīd ʿAbdullāh Āl Ribḥ) 28. Ghazi Mohaisen Rashed (arabisch غازي محيسن راشد Ghāzī Muḥaisin Rāschid) 29. Faris Ahmed Jama'an Al Showail (arabisch فارس أحمد جمعان آل شويل Fāris Aḥmad Dschamʿān Āl Schuwail) 30. Fikri Ali bin Yahya Faqih (arabisch فكري علي بن يحيى فقيه Fikrī ʿAlī bin Yaḥyā Faqīh) 31. Fahd bin Ahmed bin Hanash Al Zamel (arabisch فهد بن أحمد بن حنش آل زامل Fahd bin Aḥmad bin Ḥanasch Āl Zāmil) 32. Fahd Abdulrahman Ahmed Al-Buraidi (arabisch فهد عبدالرحمن أحمد البريدي Fahd ʿAbd ar-Raḥmān Aḥmad al-Buraidī) 33. Fahd Ali Ayedh Al Jubran (arabisch فهد علي عايض آل جبران Fahd ʿAlī ʿĀyid Āl Dschubrān) 34. Majed Ibrahim Ali Al-Mughainem (arabisch ماجد إبراهيم علي المغينيم Mādschid Ibrahīm ʿAlī al-Mughainīm) 35. Majed Moeedh Rashed (arabisch ماجد معيض راشد Mādschid Muʿīḍ Rāschid) 36. Mishaal bin Homood bin Juwair Al-Farraj (arabisch مشعل بن حمود بن جوير الفراج Mischʿal bin Ḥumūd bin Dschuwair al-Farrādsch) 37. Mohammed Abdulaziz Mohammed Al-Muharib (arabisch محمد عبدالعزيز محمد المحارب Muḥammad ʿAbd al-ʿAzīz Muḥammad al-Muḥārib) 38. Mohammed Ali Abdulkarim Suwaymil (arabisch محمد علي عبدالكريم صويمل Muḥammad ʿAlī ʿAbd al-Karīm Ṣuwaimil) 39. Mohammed Fathi Abula'ti Al-Sayed (arabisch محمد فتحي عبدالعاطي السيد Muḥammad Fatḥī ʿAbd al-ʿĀṭī as-Sayyid) 40. Mohammed bin Faisal bin Mohammed Al-Shioukh (arabisch محمد بن فيصل بن محمد الشيوخ Muḥammad bin Faiṣal bin Muḥammad asch-Schuyūch) 41. Mostafa Mohammed Altaher Abkar (arabisch مصطفى محمد الطاهر أبكر Muṣṭafā Muḥammad aṭ-Ṭāhir Abkar) 42. Moaidh Mufreh Ali Al Shokr (arabisch معيض مفرح علي آل شكر Maʿīḍ Mufriḥ ʿAlī Āl Schukr) 43. Nasser Ali Ayedh Al Jubran (arabisch ناصر علي عايض آل جبران Nāṣir ʿAlī ʿĀyiḍ Āl Dschubrān) 44. Naif Saad Abdullah Al-Buraidi (arabisch نايف سعد عبدالله البريدي Nāyif Saʿd ʿAbdullāh al-Buraidī) 45. Najeeb bin abdulaziz bin Abdullah Al-Bohaiji (arabisch نجيب بن عبد العزيز بن عبد الله البهيجي Nadschīb bin ʿAbd al-ʿAzīz bin ʿAbdullāh al-Buhaidschī) 46. Nimr Baqer Ameen Al-Nimr (arabisch نمر باقر أمين النمر Nimr Bāqir Amīn an-Nimr) 47. Nimr Sehaj Zeid Al-Kraizi (arabisch نمر سهاج زيد الكريزي Nimr Sihādsch Zaid al-Kuraizī) |

Mit Ausnahme des Ägypters Mohammed Fathi Abula'ti Al-Sayed (39) und von Mostafa Mohammed Altaher Abkam (41), eines Staatsbürgers des Tschad, besaßen alle Hingerichteten die saudi-arabische Staatsbürgerschaft.